# Florent de Kersauson
Pour les autres membres de la famille, voir Famille de Kersauson.
Florent de Kersauson, né le 5 décembre 1949 au Mans (Sarthe), est un homme d'affaires et homme politique français, membre du Rassemblement national. Il est président des fonds d'investissement Nestadio Capital et Greenvest et possède plusieurs entreprises qu'il a l'interdiction de gérer à la suite de deux condamnations pour des infractions et des délits financiers répétés. 
Depuis 2021, Kersauson est engagé en politique, comme conseiller régional de la Bretagne et a été par deux fois candidats aux législatives sous les couleurs du Rassemblement national.

## Biographie

### Enfance et formation
Florent Marie Jacques Pie de Kersauson de Pennendreff naît le 5 décembre 1949 au Mans (Sarthe) du mariage d'Henri de Kersauson, assureur, et de Jeanne Buffet.
Dernier d'une famille de huit enfants, Florent de Kersauson est notamment le benjamin d'Olivier de Kersauson (né en 1944), navigateur, et d'Yves de Kersauson (1942-2001), amiral.
Après sa scolarité chez les jésuites à Sainte-Croix du Mans, et la classe préparatoire au lycée David-d'Angers, il intègre l'École supérieure des sciences économiques et commerciales (ESSEC) à Paris puis l'université Cornell (État de New York). Il est diplômé d'un Master en administration des affaires (MBA).

### Carrière professionnelle
De 1972 à 1974, il est analyste financier de la Chase Manhattan Bank puis de 1975 à 1977, directeur général d'une PME, et entre 1978 et 1979, directeur financier de FSL au sein du groupe Stokvis.
En 1980, il intègre le groupe Alcatel : il est contrôleur de gestion de 1980 à 1981, puis directeur financier de filiales jusqu'en 1990, directeur des financements d'Alcatel Radio Space and Defence de 1991 à 1995, directeur des relations internationales en 1995 puis directeur des ventes pour la France d'Alcatel Telspace en 1996, vice-président pour l'Afrique de 1997 à 1999, puis directeur des affaires gouvernementales de 1999 à 2000,.
De 2000 à 2003, il est ensuite PDG de Belgacom France au sein du groupe de l'opérateur Belgacom du Groupe Proximus, et depuis 2004 président de la Compagnie de Guicla. En 2004, il est président fondateur de Nestadio Capital, société de gestion des fonds d'investissement de Bretagne, qui investit principalement dans les start-up, administrateur de VirusBoats depuis 2004, gérant de Maël Nevez depuis 2005. Il dirige par ailleurs l'entreprise 6S Cosmétiques depuis 2015 ; sa gestion lui a valu une condamnation en justice.

### Voile
Dès l'âge de douze ans, il commence à naviguer à La Trinité-sur-Mer où sa famille vient en vacances. Il est le coéquipier de son frère Olivier de Kersauson sur Pen Duick II, Pen Duick III et Pen Duick IV. En 1968, il laisse sa place d'équipier à son frère Olivier de Kersauson[pas clair].
En 2010, il crée le Trophée des fondateurs récompensant la PME sponsor de la Route du Rhum 2010 dont le bateau franchirait le premier la ligne d'arrivée, ce qui a récompensé la Laiterie de Saint-Malo.
En 2018, il sponsorise le bateau Belgacom skippé par Jean-Luc Nélias.

### Engagement politique
Considéré comme « bien ancré à droite », Florent de Kersauson déclare avoir « voté pendant 40 ans » pour les partis LR, UMP et RPR, et soutient François Fillon à l'élection présidentielle de 2017 . Il déclare avoir voté Marine Le Pen au second tour.
Il est candidat sur la liste du Rassemblement national (RN) aux élections régionales de 2021. Engagement qui crée la polémique au sein de sa famille et plus particulièrement de ses enfants, ainsi qu'au sein du RN. Le secrétaire départemental du parti démissionne, mettant en cause les « déboires professionnels » de Florent de Kersauson, une « commission nationale d’investiture bidon », et la décision des chefs du parti de choisir pour candidat « un élu millionnaire plutôt qu’un militant issu du peuple ». Le 6 mai 2021, Marine Le Pen le désigne comme tête de la liste du Rassemblement national dans le Morbihan. Il est conseiller régional de la Bretagne.
Aux élections législatives de juin 2022, il est éliminé au premier tour dans la quatrième circonscription du Morbihan avec 16,12 % des voix.
En 2024, après la dissolution parlementaire, il est investi par le Rassemblement National dans la deuxième circonscription du Morbihan. Avec 30,03 % des voix au premier tour, il accède au second tour face au candidat MoDem Jimmy Pahun. Il est battu au second tour, avec 32,56 % des voix.
Il est également un proche de la famille Le Pen,.

#### Prises de position
Florent de Kersauson affiche des positions climatosceptiques sur les réseaux sociaux. Il accuse ainsi le Groupe d'experts intergouvernemental sur l'évolution du climat (Giec) de mentir et appelle à se « débarrasser des écolos et de tous ceux qui promeuvent leurs mensonges ».

### Polémique
En janvier 2024, alors qu'un magazine régional, Le Peuple breton, a publié en une la photographie d'un enfant métis, souriant, en tenue traditionnelle bretonne et portant le drapeau breton, Florent de Kersauson partage un tweet qui fait polémique et est qualifié de raciste, montrant un montage avec un enfant à la peau blanche qualifié de « vrai Breton » tandis que l'enfant métis l'est de « faux Breton ». Le magazine subit une vague de commentaires haineux et racistes,.

### Synthèse des résultats électoraux

#### Élections législatives
| Année | Parti          | Parti | Circonscription | 1er tour | 1er tour | 1er tour | 2d tour | 2d tour | 2d tour |
| Année | Parti          | Parti | Circonscription | Voix     | %        | Rang     | Voix    | %       | Issue   |
| ----- | -------------- | ----- | --------------- | -------- | -------- | -------- | ------- | ------- | ------- |
| 2022  |                | RN    | 4e du Morbihan  | 9 377    | 16,12    | 4e       |         |         | Éliminé |
| 2024  | 2e du Morbihan | RN    | 24 920          | 30,03    | 2e       | 27 541   | 34,56   |         | Éliminé |

## Affaires judiciaires
En décembre 2019, la société Nestadio Capital, dont il est le président, est privée de son agrément par l'Autorité des Marchés Financiers. Il est reproché, à Florent de Kersauson et à sa société, des infractions recensées jusqu'en décembre 2017, « multiples, répétées et pour des montants investis relativement importants, notamment pour une clientèle non professionnelle ».
Le 24 septembre 2020, la Commission des sanctions de l'Autorité des marchés financiers (AMF), gendarme des marchés financiers, inflige une sanction de 10 000 euros, assortie d’un blâme à la société Nestadio Capital en plus d'une sanction de 100 000 euros à l’encontre de Florent de Kersauson qui écope de surcroît d’une interdiction d’exercer la profession de gérant ou de dirigeant d’une société de gestion pendant une durée de cinq ans.
Faisant suite aux présentations de Florent de Kersauson comme étant fondateur et/ou créateur de la Route du Rhum, la société organisatrice de cette course rappelle le 8 mai 2021 que Michel Etevenon en est « le seul auteur, créateur et fondateur »,.
Florent de Kersauson est condamné en 2022 à 50 000 euros d'amende, dont 30 000 avec sursis, assorti d'une interdiction de gérer une entreprise pendant 5 ans, Il était poursuivi pour une série de délits financiers commis entre 2015 et 2017 : abus des biens ou du crédit d'une société par actions par un dirigeant à des fins personnelles, abus de pouvoir, non-établissement de l'inventaire, des comptes ou du rapport de gestion et non soumission des documents comptables à l'assemblée générale. Le jugement est confirmé en appel en 2024.

## Distinction
- Chevalier de la Légion d'honneur (2001)[24].